# Facundo Sava
Facundo Sava (Ituzaingó, 7 de março de 1974) é um treinador e ex-futebolista argentino. Atualmente comanda o Cerro Porteño.

## Títulos
Arsenal de Sarandí
- Copa Suruga Bank: 2008